# San Antonio el Paso
San Antonio el Paso är en ort i Mexiko.   Den ligger i kommunen Omitlán de Juárez och delstaten Hidalgo, i den sydöstra delen av landet, 100 km nordost om huvudstaden Mexico City. San Antonio el Paso ligger 2 614 meter över havet och antalet invånare är 1 348.
Terrängen runt San Antonio el Paso är kuperad. Runt San Antonio el Paso är det ganska tätbefolkat, med 58 invånare per kvadratkilometer. Närmaste större samhälle är Pachuca de Soto, 12,7 km väster om San Antonio el Paso. I omgivningarna runt San Antonio el Paso växer i huvudsak blandskog.